# Mystic Pizza
Mystic Pizza è un film del 1988 diretto da Donald Petrie.
Questo film segna il debutto cinematografico di Matt Damon, anche se con un piccolo ruolo.

## Trama
A Mystic, nel Connecticut, nella comunità di discendenti degli immigrati portoghesi della zona, si svolgono le vicende sentimentali di tre giovani donne, JoJo Barbosa e le sorelle Kat e Daisy, tutte cameriere al "Mystic Pizza".
Il film racconta le relazioni, amorose e non solo, delle tre ragazze: Kat e Daisy sono sorelle e rivali, la prima molto studiosa e la seconda alla perenne ricerca dell'amore, mentre Jojo è in crisi con il fidanzato Bill perché, a differenza di lui, non si sente pronta per sposarsi.

## Riconoscimenti
- 1989 - Independent Spirit Award
  - Miglior film d'esordio